# 파괴활동방지법
파괴활동방지법(일본어: 破壊活動防止法 하카이카쓰도보오시호[*])은 폭력주의적 파괴 활동을 한 단체에 대하여 규제 조치를 정함과 동시에, 그 활동에 관한 형벌을 규정한 일본의 법률이다. 특별형법의 일종으로, 1952년에 공포되었다. 45조까지 구성되어 있으며, 약칭은 파방법(일본어: 破防法 하보오호[*])이다.

## 개관

### 연혁
1952년 5월에 발생한 폭력적 좌익시위인 피의 메이데이 사건을 계기로, 포츠담 정령의 하나였던 단체 등 규정령의 후계 입법으로서 같은 해 7월 21일에 시행되었다. 이 법률은 일본 공산당이나 재일 조선인 단체의 무장 혁명투쟁에 의해 야기된, 경찰서나 세무서에 대한 습격, 데모 행진의 폭도화 등의 행위에 대응을 염두에 두고 있었다.
1952년, 제3차 요시다 내각 제3차 개조내각에 의해 초안이 제출되어 4월 17일에 기무라 도쿠타로가 중의원본회의에서 취지설명을 행하였다. 요시다 수상은 "이 법안에 반대하는 것은 폭력단체를 교사하고, 선동하는 것"이라고 주장했다. 요시다 내각과 여당 자유당은 초안 그대로의 가결을 목표로 하고, 우파사회당은 "선동"·"문서소지" 조항의 삭제와 "남용의 벌칙"을 추가한 수정안을 제출했다. 좌파사회당과 노동자농민당은 언론의 자유 및 표현의 자유의 관점에서, 일본 공산당은 자당이 표적이 되는데다 미국 제국주의에 반대하는 입장에서 요시다 내각을 “미제의 앞잡이이자 매국노"라고 비난하고 "미제와 요시다 정부에 반대하는 모든 국민이 민족해방 민주통일전선에 결집하고 단호한 애국자적 행동을 시작하면 반드시 파괴활동방지법은 분쇄될 것이다"라고 반정부 활동을 호소했다.
참의원에서는 자유당은 과반수로 차지 않고 녹풍회가 캐스팅 보트를 쥔 모양이 되었다. 그 결과 녹풍회는 6월 5일에 독자안을 제출하고 "이 법률은 국민의 기본적인권에 중대한 관계가 있기 때문에, 공공의 안전의 확보에 필요한 한도에 있어서만 적용해야 하며, 적어도 이것을 확대해서 해석해서는 안된다" 등의 문언을 가했다. 그러나 초안의 형식적, 누에적 수정에 지나치지 않는다는 비판도 있었다.
참의원 법무위원회 심의에서는 1번은 초안, 우파사회당안, 녹풍회안의 모두 부결되었지만 요시다 내각이 녹풍회에 양보했고, 녹풍회 안을 받아들이는 형태로 7월 3일에 참의원본회의에서 자유, 녹풍(당의 구속이 없어 일부 반대 있었음), 민주 클럽이 찬성하고 개진, 우사, 좌사, 노농, 공산, 제1클럽이 반대한 결과, 참의원을 통과했다. 7월 4일, 중의원본회의에서 자유가 찬성, 개진, 우사, 좌사, 공산, 노농, 제3클럽(사회당재건파와 양정)이 반대한 결과, 찬성 다수에 의해 가결 성립했다.

### 적용과 검토 예
적용되어 처음으로 유죄가 된 것은 1961년, 구 일본군의 전 장교들이 획책한 쿠데타 미수인 3무사건이며, 이외에 시부야 폭동사건에 대하여도 적용되고 있다.
한편, 1995년에는 도쿄 지하철 사린 사건 등 일련의 옴진리교 사건을 일으킨 옴진리교에 대하여 해산을 시야로 한 단체활동 규제 처벌의 적용이 검토되어 공안조사청이 처분 청구를 했지만, 공안심사위원회(위원장 : 홋타 가쓰지)는 파괴활동방지법의 요건을 충족시키지 않는다고 해서, 적용은 배웅되는 것이 되었다.(대신 단체규제법이 제정·적용되게 된다) 이것에 대해서는 옴진리교에조차 적용되지 않는 것이라면, 도대체 무엇에 적용되는 것인가, 실질적으로 적용할 수 없는 법률이 아닌 것인가라고 하는 뿌리가 깊은 비판도 있다. 옴진리교에 대한 적용 송별의 이유로는 "이후"의 위험성이라고 하는 기준을 채우지 않는다고 판단했기 때문이다.
이 법률의 규제 대상에 해당할 것인가 아닌가의 조사와 처분 청구를 하는 기관은 공안조사청이며, 그 처분을 심사·결정하는 기관으로서 공안심사 위원회가 설치되고 있다. (모두 법무성의 외국) 한편, 소위 공안경찰은 파괴활동방지법에 의해 설치된 기관이 아니며, 경찰법에 기초를 두는 정령·규칙에 의해 설치되고 있지만 정보교환을 할 수는 있다.(파괴활동방지법 제29조)
이 법률에는 단체활동 규제 처분의 규정 이외에 개인처벌 규정이 마련되어 있다. 끝(앞)술의 3무사건(件)에서의 적용은, 개인처벌 규정의 적용이다.
파괴활동방지법을 위헌으로 생각해 법의 폐지를 호소하는 사람도 적지 않지만 대단히 한정적으로 운용되고 있기 때문에 현재시점에서 정치 수준으로 파괴활동방지법을 폐지하자고 하는 움직임은 활발하지 않다.

### 조사 대상단체
좌익관계로는 일본 공산당 등, 우익단체로서는 대일본 애국당 등 8개 단체, 외국인재류자 단체로는 재일본조선인총련합회 가 조사 대상이 되고 있다.

## 구성
- 제1장 총칙 (제1조 ~ 제4조)
- 제2장 파괴적단체의 규제 (제5조 ~ 제10조)
- 제3장 파괴적단체의 규제의 수속 (제11조 ~ 제26조)
- 제4장 조사 (제27조 ~ 제34조)
- 제5장 잡칙 (제35조 ~ 제37조)
- 제6장 벌칙 (제38조 ~ 제45조)
- 부칙

## 목적
단체의 활동으로 폭력적 파괴 활동을 한 단체에 대한 필요한 규제 조치를 정하는 동시에 폭력주의적 활동에 관한 형벌규정을 보정하고, 공공의 안전의 확보에 기여하는 것을 목적으로 한다. (제1조)

## 폭력주의적 파괴 활동이란
- 내란죄, 외환유치·외환원조에 맞는 행위나 그 교사, 그 실행의 정당성 또는 필요성을 주장한 문서도화의 인쇄, 반포, 게시, 무선통신 등에 의한 통신 등의 행위(1호)
- 정치상의 주의나 시책을 추진·지지하고,또는 이것에 반대할 목적을 가지고, 소란, 방화, 폭발물파열, 왕래위험, 기차전복 등, 살인, 강도, 폭발물의 사용, 검찰·경찰·형무관·공안조사관 등에 대한 흉기나 독물을 이용한 공무집행방해·직무강요를 하는 것과 이 행위의 예비·음모·교사·선동(2호)

## 벌칙
단체규제에 대한 벌칙과 함께, 내란죄 등의 선동죄를 정하는 동시에 정치적 목적을 위하여의 방화죄나 소란죄의 예비죄 등의 가중이나 선동죄 등을 마련하고 있다.

## 기타
각 법률의 결격조항이나 사항에 있어서 "일본국헌법 또는 그 아래로 성립한 정부를 폭력으로 파괴하는 것을 주장하는 정당기타의 단체를 결성하고,또는 이것에 가입"이라고 하는 문언이 있지만 "일본국헌법 또는 그 아래로 성립한 정부를 폭력으로 파괴하는 것을 주장하는 정당기타의 단체"라고 하는 것은 "파괴활동방지법의 규정에 근거하고, 공안심사 위원회에 의해 단체의 활동으로서 폭력주의적 파괴 활동을 갔다고 인정된 단체"를 염두로 하고 있다.

## 같이 보기
- 치안유지법
- 국가보안법
- 미국 애국자법
- 삼무 사건
- 노나카 히로무 - 옴진리교 사건에 법의 적용을 국가공안위원원장으로 주장했다.